# اختبار اختراق السائل
اختبار السائل المتغلغل (بالإنجليزية: Dye penetrant test)‏ اختصاراً

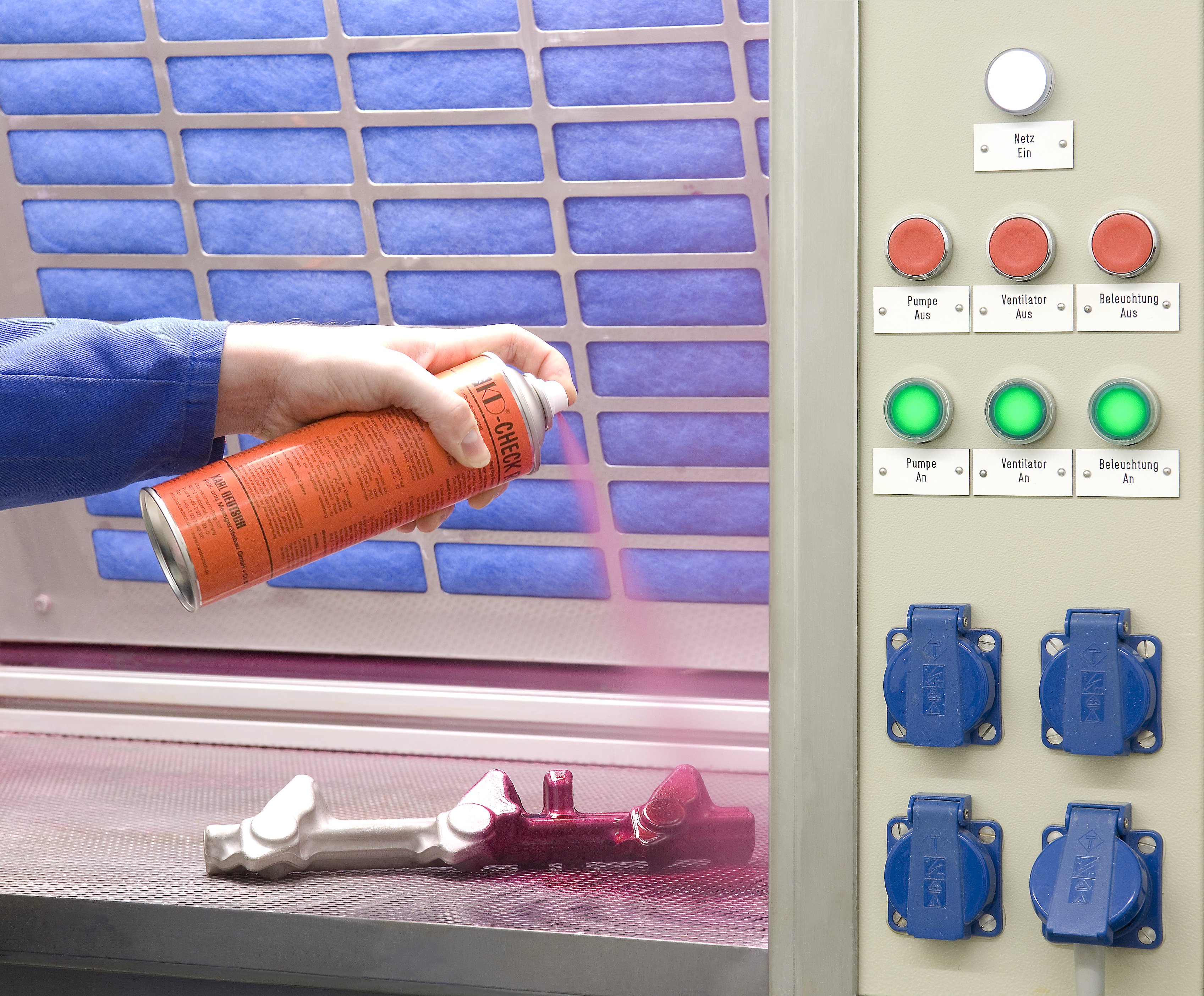

PT هو نوع من أنواع الاختبارات اللاإتلافية صالح للكشف على العيوب السطحية فقط (surface only) للمواد المختلفة من شروخ أو تصدعات (لا ترى بالعين المجردة)وهذا الاختبار صالح لجميع المواد ما عادا المواد ذات الأسطح الحبيبية أو المسامية لأن هذا الاختبار قائم على الخاصية الشعرية للسوائل ويتم قي أي وضعية للسطح رأسى أو أفقى.

## المواد المستخدمة في الاختبار

### 1. السائل المخترق
الذي يتم وضعه على السطح المراد اختباره ويتقسم إلى ثلاث أنواع:
- مرئى (Visible penetrants): يستخدم عند إجراء الاختبار قي مكان مضئ سواء إضاءة طبيعية أو صناعية ويكون لون السائل غالبا أحمر.
- فلورسينت (Fluorescent penetrants): ويستخدم قي مكان إضاءته خافتة أو ليلا ويحتاج إلى لمبة تعمل بأشعة فوق البنفسجية أشعة فوق البنفسجية وتسمى (black light).
- مزدوج (dual): وهو مزيج بين النوع المرئى والفلوريسنت (نادر الاستخدام).

### 2.المظهر (Developer)
يعمل كخلفية (بيضاء غالبا) حيث يتم رشه أو وضعة على السطح بعد وضع السائل المصبوغ.

## خطوات الاختبار

### 1.التنظيف الأولى (pre_clean)
تنظيف السطح المراد اختباره جيدا.
وذلك باستعمال عبوة تسمى بالعادة (Cleaner)
وهذا النوع من الفحص لا بد من تنظيف السطح قبل إجراء الفحص
وذلك خوفا من تواجد بعض الجزيئات الدقيقة التي تعيق سير «السائل» داخل الشقوق أو العيوب، وتعتبر هذه أهم خطوات الفحص

### 2.تطبيق السائل المصبوغ (apply penetrant)
رش السائل المصبوغ على السطح المراد اختباره ويترك مدة مقدارها 10 إلى 20 دقيقة حسب نوع المعدن حيث يتغلغل السائل المصبوغ داخل أي شق أو شرخ.

### 3.إزالة السائل الزائد (remove excess penetrant)
حيث يتم إزالة السائل المصبوغ الزائد من على السطح ويبقى السائل المتغلغل داخل اى شق أو شرخ.

### 4.تطبيق المظهر (apply developer)
يتم رش المظهر (لونه أبيض غالبا) على السطح بعد إزالة السائل الزائد ويترك حوالى 5 دقائق. حسب مبدأ الخاصية الشعرية يظهر السائل ذو اللون الأحمر المتغلغل داخل الشقوق على خلفية المظهر الذي يكون لونه أبيض غالبا.

### 5.المراقبة والتحليل (Inspection)
يتم مراقبة السطح ويكون لونة أبيض بفعل تطبيق المظهر فإذا ظهر أي لون أحمر (لون السائل المتغلغل ويكون الظهور على شكل خط رفيع متعرج حسب شكل الشرخ) دل ذلك على وجود شق أو شرخ سطحى وفي تلك الحالة يتم الرجوع للأكواد الخاصة بذلك للتقييم.

### 6.التنظيف (post_clean)
تنظيف السطح جيدا بعد إجراء الاختبار حتى لا تتفاعل مواد الاختبار مع مادة السطح.